# Мирна Долина (Ізюмський район)
Мирна Доли́на —  село в Україні, у Балаклійському районі Харківської області. Населення становить 28 осіб. 

## Історія
До 2020 орган місцевого самоврядування — Залиманська сільська рада.
12 червня 2020 року, відповідно до Розпорядження Кабінету Міністрів України  № 725-р «Про визначення адміністративних центрів та затвердження територій територіальних громад Харківської області», увійшло до складу Савинської селищної територіальної громади.
19 липня 2020 року, в результаті адміністративно-територіальної реформи та ліквідації Балаклійського району, село увійшло до складу новоутвореного Ізюмського району.

## Географія
Село Мирна Долина знаходиться за 2 км від села Норцівка. За 2 км протікає річка Сіверський Донець.

## Населення

### Мова
Розподіл населення за рідною мовою за даними перепису 2001 року:
| Мова       | Кількість | Відсоток |
| ---------- | --------- | -------- |
| українська | 28        | 100%     |